# Liste des régions NUTS de Bulgarie
Cet article présente les divisions de la Bulgarie définies par la nomenclature des unités territoriales statistiques.
La nomenclature des unités territoriales statistiques (NUTS) est un code géographique standard permettant de faire référence de manière statistique aux subdivisions des pays d'Europe, développé et régulé par l'Union européenne.

## Généralités

### NUTS
Le code NUTS pour la Bulgarie est BG ; la hiérachie y comprend trois niveaux. Le tableau ci-dessous les recense, ainsi que leur correspondance au niveau de l'organisation territoriale du pays.
| Niveau | Subdivisions                                                        | Nombre |
| ------ | ------------------------------------------------------------------- | ------ |
| NUTS 1 | Régions (райони, rayoni)                                            | 2      |
| NUTS 2 | Régions de planification (райони за планиране, rayoni za planirane) | 6      |
| NUTS 3 | Oblasts (области, oblasti)                                          | 28     |

### Unités administratives locales
En dessous des NUTS, la Bulgarie est divisée en deux niveaux d'unités administratives locales (UAL) :
| Niveau | Subdivisions                                    | Nombre |
| ------ | ----------------------------------------------- | ------ |
| UAL 1  | Municipalités (общини, obshtini)                | 264    |
| UAL 2  | Etablissements (населени места, naceleni mesta) | 5 302  |

## Liste
Le tableau suivant recense la nomenclature NUTS définie pour la Bulgarie. Les noms indiqués sont ceux donnés par Eurostat, qui sont en bulgare ; les translittérations (suivant le système bulgare officiel de translittération des caractères cyrilliques) et les correspondances françaises éventuelles sont précisées.
| NUTS 1 | NUTS 1 | NUTS 2                                              | NUTS 2 | NUTS 3                                           | NUTS 3 |
| Nom | Code   | Nom                                                 | Code   | Nom et districts correspondants                  | Code   |
| --- | ------ | --------------------------------------------------- | ------ | ------------------------------------------------ | ------ |
| Северна и Югоизточна България (Severna i Yugoiztochna Balgariya, Bulgarie du Nord et de l'Est)                           | BG3    | Северозападен (Severozapaden, Nord-Ouest)           | BG31   | Видин (Vidin)                                    | BG311  |
| Северна и Югоизточна България (Severna i Yugoiztochna Balgariya, Bulgarie du Nord et de l'Est)                           | BG3    | Северозападен (Severozapaden, Nord-Ouest)           | BG31   | Монтана (Montana)                                | BG312  |
| Северна и Югоизточна България (Severna i Yugoiztochna Balgariya, Bulgarie du Nord et de l'Est)                           | BG3    | Северозападен (Severozapaden, Nord-Ouest)           | BG31   | Враца (Vratsa)                                   | BG313  |
| Северна и Югоизточна България (Severna i Yugoiztochna Balgariya, Bulgarie du Nord et de l'Est)                           | BG3    | Северозападен (Severozapaden, Nord-Ouest)           | BG31   | Плевен (Pleven)                                  | BG314  |
| Северна и Югоизточна България (Severna i Yugoiztochna Balgariya, Bulgarie du Nord et de l'Est)                           | BG3    | Северозападен (Severozapaden, Nord-Ouest)           | BG31   | Ловеч (Lovech, Lovetch)                          | BG315  |
| Северна и Югоизточна България (Severna i Yugoiztochna Balgariya, Bulgarie du Nord et de l'Est)                           | BG3    | Северен централен (Severen tsentralen, Centre-Nord) | BG32   | Велико Търново (Veliko Tarnovo)                  | BG321  |
| Северна и Югоизточна България (Severna i Yugoiztochna Balgariya, Bulgarie du Nord et de l'Est)                           | BG3    | Северен централен (Severen tsentralen, Centre-Nord) | BG32   | Габрово (Gabrovo)                                | BG322  |
| Северна и Югоизточна България (Severna i Yugoiztochna Balgariya, Bulgarie du Nord et de l'Est)                           | BG3    | Северен централен (Severen tsentralen, Centre-Nord) | BG32   | Русе (Ruse, Roussé)                              | BG323  |
| Северна и Югоизточна България (Severna i Yugoiztochna Balgariya, Bulgarie du Nord et de l'Est)                           | BG3    | Северен централен (Severen tsentralen, Centre-Nord) | BG32   | Разград (Razgrad)                                | BG324  |
| Северна и Югоизточна България (Severna i Yugoiztochna Balgariya, Bulgarie du Nord et de l'Est)                           | BG3    | Северен централен (Severen tsentralen, Centre-Nord) | BG32   | Силистра (Silistra)                              | BG325  |
| Северна и Югоизточна България (Severna i Yugoiztochna Balgariya, Bulgarie du Nord et de l'Est)                           | BG3    | Североизточен (Severoiztochen, Nord-Est)            | BG33   | Варна (Varna)                                    | BG331  |
| Северна и Югоизточна България (Severna i Yugoiztochna Balgariya, Bulgarie du Nord et de l'Est)                           | BG3    | Североизточен (Severoiztochen, Nord-Est)            | BG33   | Добрич (Dobrich, Dobritch)                       | BG332  |
| Северна и Югоизточна България (Severna i Yugoiztochna Balgariya, Bulgarie du Nord et de l'Est)                           | BG3    | Североизточен (Severoiztochen, Nord-Est)            | BG33   | Шумен (Shumen, Choumen)                          | BG333  |
| Северна и Югоизточна България (Severna i Yugoiztochna Balgariya, Bulgarie du Nord et de l'Est)                           | BG3    | Североизточен (Severoiztochen, Nord-Est)            | BG33   | Търговище (Targovishte, Targovichté)             | BG334  |
| Северна и Югоизточна България (Severna i Yugoiztochna Balgariya, Bulgarie du Nord et de l'Est)                           | BG3    | Югоизточен (bg) (Yugoiztochen, Sud-Est)             | BG34   | Бургас (Burgas, Bourgas)                         | BG341  |
| Северна и Югоизточна България (Severna i Yugoiztochna Balgariya, Bulgarie du Nord et de l'Est)                           | BG3    | Югоизточен (bg) (Yugoiztochen, Sud-Est)             | BG34   | Сливен (Sliven)                                  | BG342  |
| Северна и Югоизточна България (Severna i Yugoiztochna Balgariya, Bulgarie du Nord et de l'Est)                           | BG3    | Югоизточен (bg) (Yugoiztochen, Sud-Est)             | BG34   | Ямбол (Yambol)                                   | BG343  |
| Северна и Югоизточна България (Severna i Yugoiztochna Balgariya, Bulgarie du Nord et de l'Est)                           | BG3    | Югоизточен (bg) (Yugoiztochen, Sud-Est)             | BG34   | Стара Загора (Stara Zagora)                      | BG344  |
| Югозападна и Южна централна България (Yugozapadna i Yuzhna tsentralna Balgariya, Bulgarie du Sud-Ouest et du Centre-Sud) | BG4    | Югозападен (bg) (Yugozapaden, Sud-Ouest)            | BG41   | София (столица) (Sofiya (stolitsa), Sofia-ville) | BG411  |
| Югозападна и Южна централна България (Yugozapadna i Yuzhna tsentralna Balgariya, Bulgarie du Sud-Ouest et du Centre-Sud) | BG4    | Югозападен (bg) (Yugozapaden, Sud-Ouest)            | BG41   | София (Sofiya, Sofia)                            | BG412  |
| Югозападна и Южна централна България (Yugozapadna i Yuzhna tsentralna Balgariya, Bulgarie du Sud-Ouest et du Centre-Sud) | BG4    | Югозападен (bg) (Yugozapaden, Sud-Ouest)            | BG41   | Благоевград (Blagoevgrad)                        | BG413  |
| Югозападна и Южна централна България (Yugozapadna i Yuzhna tsentralna Balgariya, Bulgarie du Sud-Ouest et du Centre-Sud) | BG4    | Югозападен (bg) (Yugozapaden, Sud-Ouest)            | BG41   | Перник (Pernik)                                  | BG414  |
| Югозападна и Южна централна България (Yugozapadna i Yuzhna tsentralna Balgariya, Bulgarie du Sud-Ouest et du Centre-Sud) | BG4    | Югозападен (bg) (Yugozapaden, Sud-Ouest)            | BG41   | Кюстендил (Kyustendil, Kyoustendil)              | BG415  |
| Югозападна и Южна централна България (Yugozapadna i Yuzhna tsentralna Balgariya, Bulgarie du Sud-Ouest et du Centre-Sud) | BG4    | Южен централен (bg) (Yuzhen tsentralen, Centre-Sud) | BG42   | Пловдив (Plovdiv)                                | BG421  |
| Югозападна и Южна централна България (Yugozapadna i Yuzhna tsentralna Balgariya, Bulgarie du Sud-Ouest et du Centre-Sud) | BG4    | Южен централен (bg) (Yuzhen tsentralen, Centre-Sud) | BG42   | Хасково (Haskovo)                                | BG422  |
| Югозападна и Южна централна България (Yugozapadna i Yuzhna tsentralna Balgariya, Bulgarie du Sud-Ouest et du Centre-Sud) | BG4    | Южен централен (bg) (Yuzhen tsentralen, Centre-Sud) | BG42   | Пазарджик (Pazardzhik, Pazardjik)                | BG423  |
| Югозападна и Южна централна България (Yugozapadna i Yuzhna tsentralna Balgariya, Bulgarie du Sud-Ouest et du Centre-Sud) | BG4    | Южен централен (bg) (Yuzhen tsentralen, Centre-Sud) | BG42   | Смолян (Smolyan)                                 | BG424  |
| Югозападна и Южна централна България (Yugozapadna i Yuzhna tsentralna Balgariya, Bulgarie du Sud-Ouest et du Centre-Sud) | BG4    | Южен централен (bg) (Yuzhen tsentralen, Centre-Sud) | BG42   | Кърджали (Kardzhali, Kardjali)                   | BG425  |